# 李瑭
李 瑭（イ・ダン、이당、1783年2月1日 - 1826年5月8日）は、李氏朝鮮末期の王族。彼は生前に李氏朝鮮の王族として扱われなかった。彼は一生何の爵位も官職も受けなかった。一説には、彼も恩彦君の庶子という説がある。

## 生涯
初期の生涯と活動は不詳である。
荘献世子の庶子の恩彦君の息子である。しかし、兄の常渓君李湛が洪国栄によって元嬪洪氏の養子に推戴されたことにより、逆賊に突入した。当時正祖は20代の年齢でありと十分に宮女と他の女性を妊娠させることができた。以来、父の恩彦君は常渓君李湛の父と呼ばれる理由で逆賊に追い込まれた。母の宋氏と兄の常渓君李湛の妻の申氏はカトリックに入信、清国の司祭周文謨の洗礼を受けて教会員となった。当時李氏朝鮮の国法と国敎は儒教性理学であり、宋氏と申氏は反逆罪で死薬を受けて処刑された。
生前に王族として扱われなかった。死後に豊渓君の爵位が追叙された、いつ追叙されたかは不明である。
李瑭が生まれた前に、息子なく死刑た叔父の恩全君の養子に養子縁組された、いつ養子縁組されたかは不明である。しかし、息子がなく、同姓同本は妾全州李氏から庶子の益平君李曦で一人生まれた。1826年に死亡したが、李瑭の死亡場所と死亡の原因は知られているものがない。
1849年哲宗即位後、再び李瑭は哲宗によって恩全君の養子に養子縁組された。
李瑭の体は京畿道安山郡郡内面東幕洞に野山の埋葬されたが、次果川郡北面堂井里、現在の軍浦市堂井洞は東北防の野山に移葬された。墓地は現在の位置を失ってしまい知ることができない。